# 聖金口イオアン聖体礼儀 (ラフマニノフ)
『聖金口イオアン聖体礼儀』（せいきんこういおあんせいたいれいぎ、ロシア語: Литургия Святаго Иоанна Златоуста、英語: Liturgy of St. John Chrysostom）作品31は、セルゲイ・ラフマニノフが1910年に作曲した正教会の奉神礼音楽である。金口イオアンの定めた聖体礼儀に基づく無伴奏の混声合唱による聖歌であり、後の1915年に作曲された『徹夜祷』と並ぶラフマニノフの奉神礼音楽の大作である。
歌唱は教会スラヴ語による。
なお、一般に見受けられる『聖ヨハネ・クリュソストモスの典礼』『聖ヨハネス・クリソストムスの典礼』等といった表記は誤訳である。

## 作曲の経緯
ラフマニノフはこの作品を1910年の夏にタンボフ州イワノフカの別荘で作曲した。同時代人の証言によると彼は決して熱心な正教徒というわけではなく、その彼がこうした奉神礼音楽の大作を作曲したことは驚きを以て受け止められたという。ただしこの作品の手稿には彼自身の手で「完成、神に光榮」と書きつけられており、同じ言葉は最後の作品となった『交響的舞曲』の手稿にも見出すことができる。
元々ラフマニノフの創作において正教会聖歌の旋律は主要な着想の源泉だった。モスクワ音楽院在学中にはステパン・スモレンスキイによるロシアの教会音楽についての講義を受講しており、すでに1897年にはスモレンスキイから聖体礼儀の作曲を勧められていた。
さらに熱心に彼に宗教音楽の作曲を勧めたのはアレクサンドル・カスタリスキーだった。カスタリスキーは1903年に自身の宗教音楽の作品の一つを次のような上書きとともにラフマニノフに贈っていた。
畏敬すべきセルゲイ・ヴァシリエヴィチ・ラフマニノフ氏へ、カスタリスキーより。この世界にはラフマニノフ氏の霊感をがまん強く、しかし執拗に待ち望んでいる人々がいることを思い起こさせんがために。
ラフマニノフが聖体礼儀を作曲するに当たって助言を仰いだのもやはりこのカスタリスキーだった。ラフマニノフはこの作品を完成させると友人のニキータ・モロゾフへの（当時ロシアで用いられていたユリウス暦で）7月31日付の手紙で次のように述べた。
ちょうど今聖体礼儀を書き上げたところです。…聖体礼儀についてはかねてから考えていて、熱望していたのです。ふと何気なく取りかかってみたのですが、すぐに夢中になりました。それからは一気に仕上げてしまいました。これほどの喜びを以て作曲できたのは『モンナ・ヴァンナ』の時以来久しくないことでした。

## 演奏史
初演はこの年の12月8日（ユリウス暦では11月25日）にニコライ・ダニーリン指揮のモスクワ聖務会院合唱団により非公開で行われた。この初演を聴いた聖職者の一人は次のように感想を述べた。
音楽は実に素晴らしい、美し過ぎるほどだ。しかしこのような音楽で祈るのは難しい。教会向きではない。
結局この作品は正教会に受け入れられず、実際の聖体礼儀において歌われることはなかった。さらにロシア革命によって無神論を掲げるソビエト連邦の体制になってからは宗教音楽の演奏自体が禁止され、この作品が日の目を見る機会はなくなった。ただし第12曲「Тебе поем」（主や爾を崇め歌い）はソ連時代にもしばしば演奏会において「Тихая мелодия」（静かなメロディー）として歌詞なしで歌われた。
この作品が初めて聖堂内で歌われたのはペレストロイカ後の1987年2月4日のことで、ラフマニノフの故郷であるノヴゴロドの聖ソフィア大聖堂においてウラディーミル・ミーニン指揮の国立モスクワ合唱団により演奏された。

## 構成
以下の聖歌（数え方・区切り方は演奏者によって異なる場合がある）により構成される。実際の聖体礼儀に用いられる聖歌全てに作曲が行われている訳では無く、作曲されていない部分については伝統的旋律、もしくは他の作曲家が作曲したものを用いて適宜補われる。
四声の混声合唱により無伴奏で歌われる。伴奏楽器を用いないのは、奉神礼の聖歌においては人声以外の楽器を使用しないという正教会の伝統による。
正教会聖歌は西方教会の教会音楽と同様に、歌詞の始まりを以てその歌・部分の呼称とする事が多い。しかし、語順の異なる言語である、教会スラヴ語祈祷文冒頭と日本語祈祷文冒頭とは一致しない事が多く、以下に挙げた日本語のタイトルと教会スラヴ語のタイトルも、それぞれがそのまま逐語的に対応する訳とはなっていない。
1. 大聯禱：Великая Ектения
2. 第102聖詠（詩篇第103篇）「我が靈や主を讃め揚げよ」：Благослови, душе моя, Господа
3. 「神の獨生の子（かみのどくせいのこ）」：Единородный
4. 真福九端：Во царствии Твоем
5. 「来たれ、ハリストスの前に伏し拝まん」：Приидите, поклонимся
6. 「主や敬虔なる者を救い」と「聖三祝文」：Господи, спаси благочествыя и Святый Боже
7. 重聯禱：Сугубая и последующия Ектении
8. ヘルヴィムの歌：Иже херувимы
9. 増聯禱：Просительная Ектения и Отца и Сына
10. 信經Верую
11. 「平和の憐み」（アナフォラ）：Милость мира
12. 「主や爾を崇め歌い」（エピクレーシス）Тебе поем
13. 「常に福にして（つねにさいわいにして）」と「万民をも」Достойно есть и Всех и вся
14. 天主經：Отче наш
15. 「聖なるは唯一人」：Един Свят
16. 「天より主を讃め揚げよ」：Хвалите Господа с небес
17. 「主の名によって来たる者は崇め讃めらる」と「既に真の光を見」：Благославен Грядый и Видехом свет истинный
18. 「主や爾の光榮を歌はんに」Да исполнятся уста наша
19. 「願わくは主の名は崇め讃められ」：Буди имя Господне
20. 「光榮は父と子と聖神に帰す」と「万寿詞（ばんじゅし）」：Слава Отцу и Благочестивейшаго